# Junonia cheesmani
Junonia cheesmani är en fjärilsart som beskrevs av Riley 1925. Junonia cheesmani ingår i släktet Junonia och familjen praktfjärilar. Inga underarter finns listade i Catalogue of Life.